# Viola bulbosa
Viola bulbosa Maxim. – gatunek roślin z rodziny fiołkowatych (Violaceae). Występuje naturalnie w północnych Indiach, Nepalu, Bhutanie oraz Chinach (w prowincjach Gansu, Qinghai, Shaanxi, Syczuan i Junnan oraz Tybecie). 

## Morfologia
PokrójBylina dorastająca do 5 cm wysokości, tworzy kłącza.
LiścieBlaszka liściowa ma kształt od podługowato owalnych do okrągławych. Mierzy 1–2,5 cm długości oraz 0,5–1,4 cm szerokości, jest karbowana na brzegu, ma nasadę od sercowatej do klinowej i ostry lub tępy wierzchołek. Ogonek liściowy jest nagi. Przylistki są równowąskie.
KwiatyPojedyncze, wyrastające z kątów pędów. Mają działki kielicha o owalnym lub podługowatym kształcie i dorastające do 3–4 mm długości. Płatki są odwrotnie jajowate, mają białą barwę oraz 7–10 mm długości, płatek przedni z purpurowymi żyłkami, wyposażony w zakrzywioną ostrogę o długości 1-2 mm.
OwoceTorebki o jajowatym kształcie.

## Biologia i ekologia
Rośnie na łąkach i brzegach cieków wodnych. Występuje na wysokości od 1900 do 4200 m n.p.m.